# Tahart
Tahart (também escrita Tahat) é uma vila na comuna de Abalessa, no distrito de Abalessa, província de Tamanghasset, Argélia. Se encontra em Oued Outoul, 37 quilômetros (23 milhas) a oeste da cidade de Tamanrasset.